# Ardašírův palác

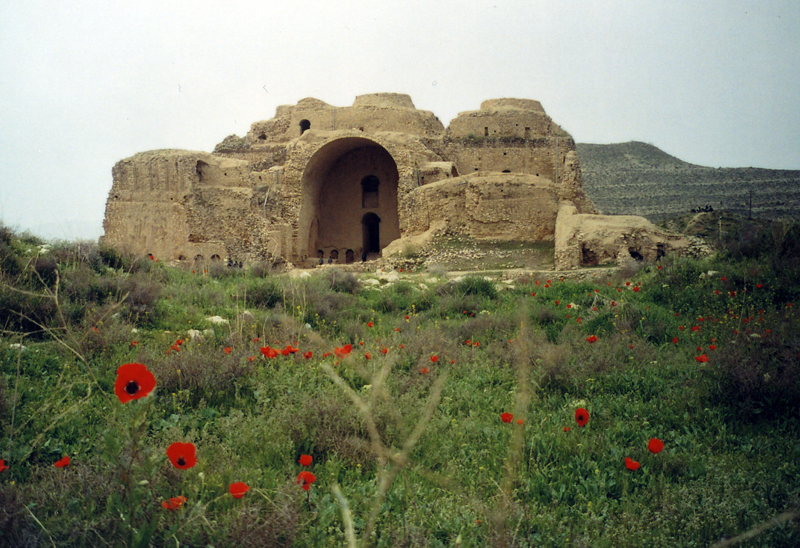
Ardašírův palác

Ardašírův palác (persky کاخ اردشیر بابکان‎), známý též jako Áteškade Fírúzábád (persky آتشكده فیروزآباد‎), je starověký palác postavený v roce 224 n. l. zakladatelem sásánovské dynastie Ardašírem Pápakánem. Palác byl spíše koncipován jako místo společenského setkání pro sásánovskou šlechtu než k obranným účelům. Stavba se nachází 1,2 km severně od města Fírúzábád v provincii Fárs v Íránu. Je jednou z nejvýznamnějších sásánovských památek a národní kulturní památkou